# Hradiště (ort i Tjeckien, Plzeň, lat 49,44, long 13,76)
Hradiště är en ort i Tjeckien.   Den ligger i regionen Plzeň, i den västra delen av landet, 90 km sydväst om huvudstaden Prag. Hradiště ligger 489 meter över havet och antalet invånare är 251.
Terrängen runt Hradiště är platt. Runt Hradiště är det ganska glesbefolkat, med 47 invånare per kvadratkilometer. Närmaste större samhälle är Blatná, 9,2 km öster om Hradiště. Omgivningarna runt Hradiště är en mosaik av jordbruksmark och naturlig växtlighet.